# Saint-Germain-de-Confolens
Saint-Germain-de-Confolens è un comune francese soppresso e frazione del dipartimento della Charente nella regione della Nuova Aquitania. Dal 1º gennaio 2016 si è fuso con il comune di Confolens.

## Società

### Evoluzione demografica
Abitanti censiti